# Joacim Heier
Joacim Lund Heier (Sarpsborg, 27 gennaio 1986) è un dirigente sportivo ed ex calciatore norvegese, di ruolo portiere.

## Carriera

### Giocatore

#### Club
Heier iniziò la carriera professionistica con la maglia del Moss, squadra per cui debuttò nella Adeccoligaen in data 9 aprile 2006, giocando da titolare nella sconfitta per uno a zero in casa del Kongsvinger.
Rimase in squadra fino al 2007, quando passò al Sarpsborg: giocò il primo match il 6 maggio, quando fu titolare nella sconfitta casalinga per due a uno contro il Raufoss. Nel 2008, il club cambiò il nome in Sarpsborg Sparta e, nel 2010, diventò Sarpsborg 08.
Proprio nel 2010, però, Heier passò al Sandefjord, squadra militante nella Tippeligaen. Esordì nella nuova squadra in un match valido per l'edizione stagionale della Coppa di Norvegia, vinto per uno a zero sullo Hasle-Løren. Il 1º agosto giocò anche il primo incontro nella massima divisione norvegese, difendendo i pali della sua squadra nel pareggio a reti inviolate in casa del Viking. Giocò in totale 9 partite nel campionato 2010.
Nel 2011 tornò al Sarpsborg 08, appena promosso nella Tippeligaen. Il 28 marzo 2012 si trasferì al Kvik Halden, in cambio di Frode Larsen.

#### Nazionale
Nel 2007, Heier giocò due partite per la Norvegia under 21: debuttò nel pareggio per zero a zero contro la Slovacchia under 21.

### Dopo il ritiro
L'8 dicembre 2016, Heier è stato nominato nuovo amministratore delegato del Fredrikstad.